# Meliola modesta
Meliola modesta är en svampart som beskrevs av Syd. 1926. Meliola modesta ingår i släktet Meliola och familjen Meliolaceae.   Inga underarter finns listade i Catalogue of Life.